# Довга війна (1591–1606)
Довга війна або Тринадцятирічна війна — збройний конфлікт між Габсбурзькою монархією та Османською імперією, головним чином за князівства Валахія, Трансільванія та Молдова. Вона велася з 1593 по 1606 рік, але в Європі її іноді називають П'ятнадцятилітньою війною, починаючи з турецької кампанії 1591–92 років, в результаті якої був захоплений Бихач.
У серії османських воєн у Європі це було головне випробування сили між Османсько-венеціанською війною (1570–73) і Критською війною (1645–69). Наступною з великих османсько-габсбурзьких воєн була австро-турецька війна 1663—1664 років. Загалом конфлікт складався з великої кількості дорогих битв і облог, але з невеликими перевагами для обох сторін.